# 동해 이로동 기와 가마터
동해 이로동 기와 가마터(東海 泥老洞 瓦 窯址)는 대한민국 강원특별자치도 동해시 이로동에 있는 조선시대의 기와 가마터이다. 2005년 4월 22일 강원특별자치도의 기념물 제86호로 지정되었다.

## 개요
이 기와가마터는 남-북 방향으로 흘러내린 구릉의 서쪽 경사면에 위치하며, 앞으로는 작은 하천이 흐르고 있다. 1호 가마와 2호 가마는 나란히 위치하고 있으며, 3호 가마는 1호와 2호 사이에서 깊게 위치하는데, 선대(先代)에 운영된 후 폐기되었던 것으로 추정되며 그 상부에서는 축적된 폐기장 유구가 발견되었다.
가마는 모두 황갈색의 생토층을 굴착하여 만든 지하식 굴가마(登窯)로, 아궁이, 연소실, 소성실, 연도시설로 구성되어 있으며, 장축방향은 북서(아궁이)→동남(연도부)이다.
1호 가마는 도로공사 중 가마의 연소실 쪽 천장부가 노출되면서 발견되어 분구(焚口) 일부가 파손되었으며, 가마의 현존 길이는 14.4m로, 바닥면은 약 32°로 경사져 올라간다. 특히, 연소실 내의 퇴적상황을 통해 이 가마가 최종 조업시까지 적어도 2회 이상의 조업이 이루어졌음을 알 수 있다.
2호 가마는 천장과 북동쪽 벽체도 남아있지 않으나 가마 내부의 와적(瓦積)이 그대로 남아있었다. 가마의 현존 길이는 8.72m로, 바닥면의 경사도는 38°정도이다. 특히 이 가마는 기와를 채우고 일련의 가마불 작업 후 막음불을 지피기 위해 아궁이 및 분구(焚口)를 모두 막은 상태 그대로 노출되었다. 소성실은 2단(段)의 구조이며, 상부 경사면으로는 총 7단으로 와적한 후 기와가 흘러내리지 않게 잡석으로 막아두었다.
3호 가마는 아궁이와 분구가 거의 완전한 상태로 남아있다. 가마의 현존 길이는 14.4m이며, 바닥면의 경사도는 55°정도이다. 특히 소성실은 3단(段)의 계단식 구조를 보이고 있으며, 내벽에는 거친 굴지흔이 그대로 보였다. 아궁이를 조사하는 과정에서는 고무래가 출토되었다.
폐기장은 1호 가마와 2호 가마 사이의 경사면 위에 불규칙하게 퇴적되어 있는데, 단면을 조사한 결과, 총 2번의 폐기행위가 이루어졌으며, 두 시기의 기와의 문양이 대부분 동일하지만 부분적으로 다른 문양도 보이고 있어 시간적 차이를 반영해 주고 있음을 알 수 있다.
이로동 기와가마터는 황갈색의 생토층을 굴착하여 만든 지하식 굴가마(登窯)로, 아궁이, 연소실, 소성실, 연도시설로 구성된 가마구조가 잘 남아 있을뿐만 아니라 가마의 내벽에는 거친 굴지흔 등이 그대로 남아 있어 가마의 축조과정을 알 수 있다. 가마 내부에 채운 기와들의 와적(瓦積)이 그대로 남아있으며 가마불 작업 후 막음불을 지피기 위해 아궁이 및 분구(焚口)를 모두 막은 상태가 확인되어 일련의 작업과정도 알 수 있는 유적으로, 지금까지 조사된 조선시대 기와가마 중 보존상태가 가장 양호하고, 기와의 제작과 가마 운영의 과정을 이해하는데 있어 중요한 자료이다.

## 참고 자료
- 동해이로동기와가마터 - 국가유산청 국가유산포털